# Østergård (Vellev Sogn)
 For alternative betydninger, se Østergård. (Se også artikler, som begynder med Østergård)
Østergård er en hovedgård i Vellev Sogn i Favrskov Kommune, i det tidligere Houlbjerg Herred Viborg Amt. Gården ligger ca. 4 km. nordøst  for Vellev Kirke 17 km sydvest for Randers, og lige syd for Langå og Gudenåen. Gården er kendt tilbage til omkring år 1400, hvor den blev pantsat af Niels Kragh til Niels Mandrup. 
I 1460 ejedes den af Eggert Vesteni, som i 1497 overdrog den til Axel Lagesen Brock. I 1501 ejedes den af rigshofmester Mogens Gøye. I slutningen af 1500-tallet ejedes den af Hans Johansen Lindenov til Fovslet og Gavnø, der i 1581 mageskiftede den til Frederik 2.
Kronen mageskiftede til Henrik Thott i 1661, der samme år solgte til  rentemester og senere finansminister Mogens Friis, der i 1672 gjorde den til en del af det da oprettede Grevskabet Frijsenborg.
Ved opløsningen af grevskabet i 1920 som følge af lensafløsningen, blev Østergård først overtaget af Statens Jordlovsudvalg og dernæst to år senere udstykket 11 statshusmandsbrug på på en del af Østergårds jorder, mens hovedparcellen blev overtaget af forpagteren Jacob Hjort.
Hjort solgte gården i 1923 til godsejer P. Lindbøg Hansen. Dennes søn, godsejer Viggo Lindbøg Hansen solgte gården i 1992 til Chr. L. Andersen som i sin ejertid forbedrede gården meget. Denne solgte i 2002 gården til Bo Hansen.
Den nuværende hovedbygning er opført i årene 1839-1841 og blev fredet i 1993 som eksempel på et intakt anlæg fra senklassicismen.

## Eksterne kilder og henvisninger
- Gårdens historie
- J.P. Trap: Danmark, bd. 7 Viborg Amt, femte udgave 1962.
- Sagsbeskrivelse hos Kulturarvsstyrelsen (Webside ikke længere tilgængelig)

|  | Denne artikel om en bygning eller et bygningsværk kan blive bedre, hvis der indsættes et (bedre) billede. Du kan hjælpe ved at afsøge Wikimedia Commons for et passende billede eller lægge et op på Wikimedia Commons med en af de tilladte licenser og indsætte det i artiklen. |